# Maurus Rost
Maurus Rost OSB (* 14. November 1632 in Münster; † 10. April 1706 in Iburg) war ein deutscher Benediktiner, Abt des Klosters Iburg (1666–1706) und Historiker.

## Leben
Er war der Sohn des Engländers Lambert von der Rost, der seines Glaubens wegen seine Heimat verlassen musste und nach Münster geflüchtet war. Rost besuchte die höhere Schule in seiner Heimatstadt. Im Jahr 1653 legte er im Kloster Iburg sein Ordensgelübde ab und nannte sich fortan Maurus Rost. 1656 studierte er an der Universität Dillingen Theologie und kanonisches Recht. Anschließend war er Pfarrer an der dem Kloster inkorporierten Pfarrkirche Glane.
Am 10. April 1666 wurde er als Nachfolger von Jacobus Thorwarth der 41. Abt der Benediktinerabtei St. Clemens in Iburg. 1672 wurde er secretarius der Bursfelder Kongregation. Ihm unterstanden die Benediktinerinnen-Klöster Oesede, Gertrudenberg, Malgarten und Herzebrock. Es gelang ihm, das Vermögen der Iburger Abtei, die unter den Auswirkungen des Dreißigjährigen Kriegs schwer gelitten hatte, wieder zu vermehren. Nachdem Ernst August I. protestantischer Fürstbischof im Hochstifts Osnabrück geworden war, war Rost gezwungen, sich gegen Exemtionen des Landesherrn zur Wehr zu setzen. Im Jahre 1680 wählte man ihn zum Abt des Klosters Abdinghof, doch ließ ihn der Iburger Kovent nicht gehen.

## Werk
Rosts Hauptwerk sind die Annales monasterii S. Clementis in Iburg, die Iburger Klosterannalen mit der Geschichte des Klosters bis 1700. Er verfasste mit Catalogus abbatum monasterii S. Clementis in Iburg ein Geschichtswerk über die Äbte des Klosters. Osnabrugum sacrum et profanum befasst sich mit der Geschichte des Hochstifts Osnabrück. Er schrieb außerdem Gedichte in lateinischer Sprache.